# Региональное кодирование оптических дисков
Региональный код защиты (англ. Regional Protection Code, RPC) — маркировка оптических дисков по регионам их распространения. Используется для регулирования уровня продаж дисков и защиты от копирования.
Киностудии заинтересованы в контроле над распространением своих фильмов, выпущенных на различных видеоносителях (DVD, HD DVD, Blu-Ray, UMD), в разных странах. Это обусловлено тем, что время выхода фильмов в кинотеатре и время выхода их в широкий видеопрокат в разных странах разные. Принято считать, что в видеопрокат фильм должен выходить только после того, как пройдёт его премьера в кинотеатрах. Однако, фильм, уже вышедший в видеопрокат в Европе, может только начать показываться в кинотеатрах США, что нарушает это правило.
Региональный код ограничивает параллельный импорт и доставляет неудобство путешествующим и переезжающим. В 2009 году премьер-министр Великобритании Гордон Браун не смог посмотреть фильмы на DVD, подаренные ему президентом США Бараком Обамой, так как США и Великобритания отнесены к разным регионам.
Также у некоторых компьютерных DVD-дисководов блокируется режим DMA, и ограничивается скорость чтения данных до 2X, если задать в его настройках 5-й регион (Россия и др.).

## Региональная защита DVD и HD DVD

Зоны региональной защиты DVD и HD DVD-дисков

| Код | Регион |
| --- | --- |
| 0   | Неформальное обозначение ALL — «во всем мире». Регион «0» не является официальным параметром; диски, которые несут обозначение «0», либо не имеют определённого кода, либо имеют код 1—6, либо имеют код ALL. |
| 1   | Бермуды, Каймановы острова, Канада, США и их зависимые территории |
| 2   | Европейский союз, Азербайджан, Албания, Андорра, Армения, Бахрейн, Босния и Герцеговина, Ватикан, Великобритания, Гернси, Гренландия, Грузия, Джерси, Египет, Йемен, Израиль, Иордания, Ирак, Иран, Исландия, Испания, Косово, Кувейт, Лесото, Ливан, Лихтенштейн, Молдавия, Монако, Остров Мэн, Норвегия, ОАЭ, Оман, Сан-Марино, Саудовская Аравия, Северная Македония, Сербия, Сирия, Турция, Украина (с 2014 года), Фарерские острова, Французская Гвиана, Черногория, Швейцария, Эсватини, Южная Африка, Япония |
| 3   | Юго-Восточная Азия, Гонконг, Макао, Тайвань, Южная Корея |
| 4   | Карибский бассейн, Мексика, Центральная Америка, Южная Америка (за исключением Французской Гвианы), Австралия, Океания |
| 5   | Африка (за исключением Египта, ЮАР, Эсватини и Лесото), Белоруссия, Казахстан, Киргизия, КНДР, Монголия, Россия, Таджикистан, Туркменистан, Узбекистан, Украина (до 2014 года), Южная Азия |
| 6   | Китайская Народная Республика (за исключением Макао, Гонконга и Тайваня) |
| 7   | Зарезервировано для использования в будущем |
| 8   | Для специального международного использования (самолёты, круизные суда и т. п.) |
| All | Диски региона ALL позволяют проигрывать диски в любом регионе, на любом DVD-, HD-DVD-проигрывателе |

## Региональная защита Blu-Ray дисков

Разделение мира на Blu-Ray зоны

| Код | Регион                                                                                                 |
| --- | --- |
| A   | Северная и Южная Америка, Восточная и Юго-Восточная Азия (исключения: КНР), Тайвань                    |
| B   | Европа, Океания, Африка, Ближний Восток, заморские владения Франции, Гренландия, Украина (с 2014 года) |
| С   | Восточная Европа, Украина (до 2014 года), Центральная и Южная Азия, Монголия, Континентальный Китай    |

## Региональная защита UMD
| № | Регионы                                                                                      |
| - | -------------------------------------------------------------------------------------------- |
| 0 | Универсальные диски                                                                          |
| 1 | США и их островные территории, Канада, Латинская Америка                                     |
| 2 | Европейский союз, Турция, Египет, Ближний Восток, Япония, Южная Африка, Молдавия, Гренландия |
| 3 | Тайвань, Южная Корея, Филиппины, Индонезия, Гонконг                                          |
| 4 | Австралия, Новая Зеландия, острова Тихого океана                                             |
| 5 | Восточная Европа, Монголия, Северная Корея, Пакистан, Индия, большая часть Африки            |
| 6 | Континентальный Китай                                                                        |

## Снятие защиты
Региональная защита пала первой среди прочих защит DVD: в 1999 году на рынке появились «мультизонные» проигрыватели, позволяющие менять номер зоны неограниченное количество раз. Ныне существует немало программ, которые легко позволяют сделать копию DVD без всяких, в том числе, региональных ограничений. Региональная защита дисков Blu-ray была взломана в 2008 году.
Некоторые DVD-проигрыватели, в основном китайского производства, вообще не имеют этой защиты и воспроизводят любые DVD-видео диски в любой стране.